# Sanctuary (The J. Geils Band)
Sanctuary è il decimo album dei The J. Geils Band, uscito nel 1978.

## Tracce
1. I Could Hurt You – 3:53
2. One Last Kiss – 4:19
3. Take It Back – 3:18
4. Sanctuary – 3:50
5. Teresa – 3:46
6. Wild Man – 5:22
7. I Can't Believe You – 4:11
8. I Don't Hang Around Much Anymore – 4:37
9. Jus' Can't Stop Me – 3:36